# Wisłok

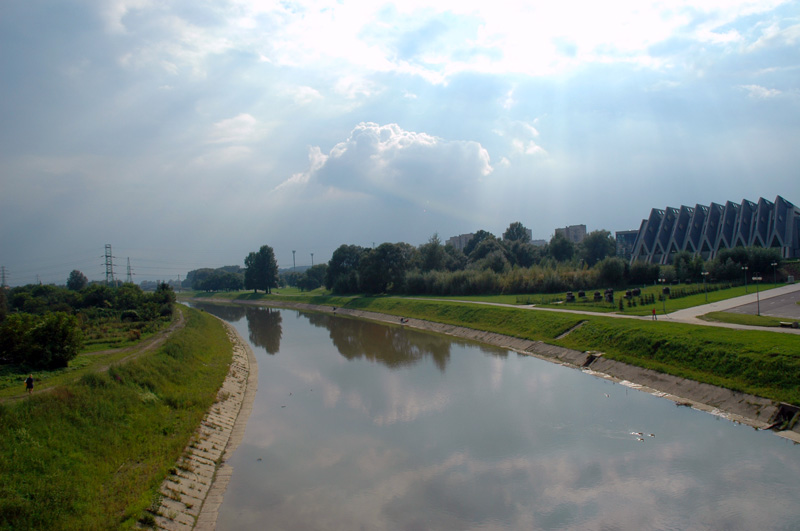
Wisłok flyter genom Rzeszów.

Wisłok är en 220 km lång flod i sydöstra Polen. Den har ett avrinningsområde på 3528 km² och är en biflod till San. Wisłok flyter bland annat genom de polska städerna Krosno och Rzeszów.